# Godin de Sainte-Croix
 (juin 2022).
Pour les articles homonymes, voir Godin.
Jean Baptiste Godin de Sainte-Croix était un capitaine de cavalerie dans le régiment de Tracy. Il fut un des protagonistes célèbres de l'affaire des poisons.

## Biographie
Amant de Marie Madeleine d'Aubray, marquise de Brinvilliers, Jean Baptiste Godin, dit Sainte-Croix, fut inquiété dans cette affaire des poisons sous le règne de Louis XIV, au moment où le roi épris — par raison et admiration — de Madame de Maintenon souhaitait mettre de l'ordre dans les mœurs du Royaume de France.
Godin de Sainte-Croix, officier de cavalerie passionné par l'alchimie, est présenté par son mari à la marquise de Brinvilliers. Or, le mari de la marquise s'enfuit peu de temps après et s'exile, poursuivi par ses créanciers. Mais le père de la marquise, Antoine Dreux d'Aubray, seigneur d'Offémont, irrité de la conduite de sa fille, fait emprisonner en 1663 Sainte-Croix à La Bastille pendant six semaines.
Là, Sainte-Croix noue une relation avec un compagnon de cellule, l'empoisonneur italien Exili, qui faisait métier de composer des poisons, et avait déjà commis de nombreux empoisonnements. Ce dernier lui donne également l'adresse d'un maître chimiste, Christophe Glaser, qui tient boutique au Jardin royal des plantes.
À sa sortie, il retrouve sa maîtresse et lui enseigne l'art qu’il vient d’apprendre. Devenue experte et certainement sous son influence, elle achète des fioles chez Glaser et réussit à empoisonner successivement son père (en 1666), ses frères (en 1670) afin de faire disparaître les obstacles à sa liaison et de s'assurer l'héritage familial. L’autopsie suggère la cause de la mort mais les coupables ne sont pas inquiétés[réf. nécessaire].
Après des tentatives présumées d'empoisonnement de son mari et de son amant Sainte-Croix, le premier se retire sur ses terres en province et le second prend peur et enferme des preuves de la culpabilité de sa maîtresse dans une cassette « à n'ouvrir qu'en cas de mort antérieure à celle de la Marquise ». Et malheureusement pour elle, il meurt accidentellement le 31 juillet 1672 lors de l'explosion de son laboratoire. La découverte de la cassette déclenche l'affaire des poisons, la fuite de la marquise puis sa capture et son exécution.
Il résidait dans l'ancien hôtel des abbés de Fécamp, au no 5 de la rue Hautefeuille.